# Comté de Gaspé-Ouest
Pour les articles homonymes, voir Gaspé.
Le comté de Gaspé-Ouest, connu à l'origine sous le nom de comté de Gaspé numéro trois était un comté municipal du Québec ayant existé entre 1885 et le début des années 1980. Il a été défini lors de sa création comme étant la partie du comté de Gaspé comprenant les municipalités de Saint-Maxime-du-Mont-Louis, Sainte-Anne-des-Monts et Saint-Norbert-du-Cap-Chat.
Le territoire qu'il couvrait est aujourd'hui compris dans la région administrative de Gaspésie–Îles-de-la-Madeleine, et correspondait à la municipalité régionale de comté (MRC) de la Haute-Gaspésie plus une partie de celle de la Côte-de-Gaspé (la ville de Murdochville et une portion du territoire non organisé limitrophe).

## Origine
Le comté de Gaspé-Ouest, tout comme ceux de Gaspé-Est et des Îles-de-la-Madeleine, a été créé comme une division du comté de Gaspé à cause des grandes distances qui séparaient les différentes localités de ce dernier. Il s'appelait à l'origine Gaspé no 3 et prit le nom de Gaspé-Ouest à une date indéterminée. Pour une raison inconnue, le district électoral provincial créé en 1930 et qui correspondait au comté de Gaspé-Ouest s'est appelé Gaspé-Nord.

## Municipalités situées dans le comté
- Cap-Chat (créé sous le nom de Saint-Norbert-du-Cap-Chat; le village de Cap-Chat s'en est détaché en 1926; les deux ont été fusionnés sous le nom de Cap-Chat en 1968[3]).
- Capucins (créé en 1915 sous le nom de Municipalité de la partie Ouest du canton de Romieu; renommé Capucins en 1953; fusionné à Cap-Chat en 2000[4]).
- La Martre (créé en 1923 sous le nom de Christie; renommé La Martre en 1971[5]).
- Marsoui (créé à partir de la municipalité de Christie et d'une partie de la municipalité de Duchesnay en 1950[6].)
- Mont-Saint-Pierre (détaché de Saint-Maxime-du-Mont-Louis en 1947 sous le nom de Rivière-à-Pierre; renommé Mont-Saint-Pierre à une date indéterminée[7]).
- Murdochville, (créé en 1953[6]).
- Rivière-à-Claude (créé en 1923 sous le nom de Duchesnay; renommé Rivière-à-Claude en 1968[8]).
- Sainte-Anne-des-Monts
- Sainte-Madeleine-de-la-Rivière-Madeleine (détaché de Saint-Maxime-du-Mont-Louis en 1915[9]).
- Saint-Joachim-de-Tourelle (créé en 1922; renommé Tourelle en 1984; fusionné à Sainte-Anne-des-Monts en 2000[10]).
- Saint-Maxime-du-Mont-Louis (détaché de sainte-Anne-des-Monts en 1867[11]).